# Cyclocross Ruddervoorde 2014
De 27e editie van de Cyclocross Ruddervoorde in Ruddervoorde werd gehouden op 9 november 2014. De wedstrijd maakte deel uit van de Superprestige veldrijden 2014-2015. In 2013 won de Belg Klaas Vantornout. Deze editie werd gewonnen door zijn landgenoot Tom Meeusen.

## Mannen elite

### Uitslag
| Plaats  | Naam                 | Ploeg                         | Tijd     |
| ------- | -------------------- | ----------------------------- | -------- |
| Winnaar | Tom Meeusen          | Telenet-Fidea                 | 1u03'06" |
| 2       | Mathieu van der Poel | BKCP-Powerplus                | z.t.     |
| 3       | Klaas Vantornout     | Sunweb-Napoleon Games         | z.t.     |
| 4       | Sven Nys             | Crelan-AA Drink               | z.t.     |
| 5       | Lars van der Haar    | Giant-Shimano DT              | + 12"    |
| 6       | Jens Adams           | Vastgoedservice-Golden Palace | + 15"    |
| 7       | Kevin Pauwels        | Sunweb-Napoleon Games         | + 30"    |
| 8       | Corné van Kessel     | Telenet-Fidea                 | + 57"    |
| 9       | Joeri Adams          | Vastgoedservice-Golden Palace | + 1'06"  |
| 10      | Bart Aernouts        | Corendon-Kwadro               | + 1'09"  |
| 11      | 0                    |                               |          |
| 12      | 0                    |                               |          |
| 13      | 0                    |                               |          |
| 14      | 0                    |                               |          |
| 15      | 0                    |                               |          |

| Pos. | Punten |
| ---- | ------ |
| 1    | 80     |
| 2    | 60     |
| 3    | 40     |
| 4    | 30     |
| 5    | 25     |
| 6    | 20     |
| 7    | 17     |
| 8    | 15     |
| 9    | 12     |
| 10   | 10     |
| 11   | 8      |
| 12   | 5      |
| 13   | 4      |
| 14   | 2      |
| 15   | 1      |

1988 · 
1989 · 
1990 · 
1991 · 
1992 · 
1993 · 
1994 ·
1995 ·
1996 · 
1997 · 
1998 ·
1998 · 
1999 · 
2000 · 
2001 · 
2002 · 
2003 ·
2004 · 
2005 · 
2006 · 
2007 · 
2008 · 
2009 ·
2010 · 
2011 · 
2012 · 
2013 · 
2014 · 
2015 · 
2016 · 
2017 · 
2018 · 
2019 · 
2020 · 
2021 · 
2022 · 
2023 ·
2024
 Cyclocross Gieten · 
 Cyclocross Zonhoven · 
 Cyclocross Ruddervoorde · 
 Cyclocross Asper-Gavere · 
 GP Région Wallonne · 
 Cyclocross Diegem · 
 Vlaamse Aardbeiencross · 
 Noordzeecross